# حمزة حق
حمزة حق (من مواليد 27 أكتوبر 1990) هو ممثل كندي، اشتهر بدوره الرائد في المسلسل التلفزيوني زرع الأعضاء.

## وقت مبكر من الحياة
ولد حمزة حق لأبوين باكستانيين في جدة بالمملكة العربية السعودية، قبل أن يهاجر إلى كندا عندما كان في التاسعة من عمره، حيث أصبح مواطنًا كنديًا. كان والده يعمل في شركة طيران بينما كانت والدته كيميائية عضوية. تعلم اللغة الإنجليزية من مدرسة في السفارة الفلبينية في المملكة العربية السعودية قبل أن ينتقل إلى مدرسة أمريكية. التحق لاحقًا بمدرسة بيل الثانوية في أوتاوا، أونتاريو. تخرج حق من جامعة كارلتون بدرجة بكالوريوس الآداب في دراسات السينما مع تخصص ثانوي في القانون.

## حياة مهنية
بدأ حق مسيرته المهنية بأدوار في مسلسلات تلفزيونية مختلفة، قبل أن يتولى أدوارًا في الأفلام الروائية. كممثل، شمل عمله المسلسل التلفزيوني كوانتيكو والمسلسل المحدود المحقق الهندي. كان أيضًا مضيفًا لمسلسل الأطفال التلفزيوني انظر كول.
في حفل توزيع جوائز الشاشة الكندية السادس في عام 2018، حصل على ترشيح لأفضل أداء في دور ضيف في مسلسل درامي لظهوره في هذه الحياة، وفي 2019 حصل على جائزة النجمة من مهرجان موزاييك الدولي لجنوب آسيا السينمائي.
في عام 2020، تولى الدور الرئيسي في المسلسل التلفزيوني زرع، وكان له دور داعم في فيلم فيليب فالاردو سنة سالينجر الخاصة بي.
في مراجعته لنهاية العام للتلفزيون في عام 2020، وصف الناقد جون دويل من ذا جلوب آند ميل حق بأنه قدم أحد أفضل العروض لهذا العام في التلفزيون الكندي. كما اختارت مجلة الصناعة التجارية التشغيل حق كنجم التلفزيون الكندي لعام 2020.
فاز حق بجائزة أفضل ممثل في مسلسل درامي عن فيلم ترانسبلانت في حفل توزيع جوائز الشاشة الكندية التاسع في عام 2021. وفي حفل توزيع جوائز الشاشة الكندية العاشر في عام 2022.

## فيلموغرافيا
| سنة  | عنوان                    | دور                  | ملحوظات   |
| ---- | ------------------------ | -------------------- | --------- |
| 2013 | حكام الظلام              | يا رجل               |           |
| 2014 | بيت الفتاة               | فني رقم 1            |           |
| 2017 | شرطي سعيد، شرطي سيئ 2    | خالد                 |           |
| 2017 | القلعة الزجاجية          | المتدرب              | غير معتمد |
| 2017 | الأم!                    | لاجئ                 | غير معتمد |
| 2018 | موت وحياة جون إف دونوفان | الصحفي رقم 2         |           |
| 2019 | تشغيل هذه البلدة         | المحقق شارما         |           |
| 2019 | ضربة طويلة               | مذيعة ام اس ان بي سي | غير معتمد |
| 2020 | سنة سالينجر الخاصة بي    | كارل                 |           |
| 2021 | مصيبة                    | مدير سوبر ماركت      |           |
| 2022 | لقد رحلت ديليا           | لاري                 |           |
| 2022 | فايكنغ                   | غاري                 |           |
| 2023 | ملكة أحلامي              | حسان                 |           |

### التلفاز
| سنة                   | عنوان               | دور                  | ملحوظات                    |
| --------------------- | ------------------- | -------------------- | -------------------------- |
| 2013                  | انتقام الأخت        | عامل مطعم            | فيلم تلفزيوني              |
| 2014                  | أفضل الخطط الموضوعة | راج                  | الحلقة: “الذهاب بروغ”      |
| 2014                  | كونك إنسانا         | مصاص الدماء رقم 1    | الحلقة: “رامونا الآفة”     |
| 2014                  | 19-2                | منظم                 | الحلقة: “الشتاء”           |
| 2015، 2016            | كوانتيكو            | فني / محلل           | 2 حلقات                    |
| 2015-2016             | فن المزيد           | اوزاي الماسي         | 14 حلقة                    |
| 2015-2016             | انظر كول            | حمزة                 | 24 حلقة                    |
| 2015، 2017            | في قدميك            | حمزة / شاب حلو       | 2 حلقات                    |
| 2016                  | هذه الحياة          | رضا علي              | 10 حلقات                   |
| 2016                  | المطارد المثالي     | أفضل التحايا         | فيلم تلفزيوني              |
| 2017                  | ارتكبت أخطاء        | جون                  | 4 حلقات                    |
| 2017                  | النوع الجريء        | تريفور               | الحلقة: “نهاية البداية”    |
| 2017                  | الناجي المعين       | بيتر جان             | الحلقة: “الروابط العائلية” |
| 2017                  | المحقق الهندي       | جوبال / أمل شانديكار | 4 حلقات                    |
| 2018                  | المباحث             | لالاني جونيور        | الحلقة: “موسم الاحتراق”    |
| 2018                  | في ازدراء           | حكيم                 | 5 حلقات                    |
| 2018                  | لا توجد غرفة للهروب | تايلر                | فيلم تلفزيوني              |
| 2019                  | 410                 | جاس                  | 3 حلقات                    |
| 2019                  | جيت                 | فريد موني            | 3 حلقات                    |
| 2020 إلى الوقت الحاضر | زرع اعضاء           | دكتور بشير حامد      | الرصاص السلسلة             |

## روابط خارجية
- حمزة حق في قاعدة بيانات الأفلام على الإنترنت